# 朗豪坊
朗豪坊（英語：Langham Place）是香港一組摩天大樓建築群，位於九龍旺角亞皆老街8號，於2004年10月落成並於2005年開幕，是該區著名地標。
朗豪坊屬於三合一大型發展項目，分別由商場（朗豪坊）、寫字樓（朗豪坊辦公大樓）、酒店（香港康得思酒店）組成。朗豪坊三個項目有互惠互補的特點，大型商場設有大量商店、食肆及娛樂設施，而高級寫字樓和五星級酒店則分別為商場帶來高消費力的上班族及旅客，形成一個穩定的消費鏈。

## 發展過程

### 前身
朗豪坊本來是一片面積達180萬平方呎的舊住宅用地，有6000多人居住在殘破失修、業權分散的樓宇裡。居中的康樂街（又稱「雀仔街」），曾是眾多弄雀之人的聚首之地，但其治安及造成鳥糞處處的衛生問題一直受市民關注。砵蘭街的色情事業始於1960年代，由街頭流鶯發展至夜總會，上海街兩旁充斥着殘舊的唐樓，掛着夜總會、芬蘭浴等招牌，是一片聲色犬馬、龍蛇混雜之地。

### 計劃公佈
早在1988年，由香港政府所成立的土地發展公司宣佈重建計劃，編號「K2」，初步打算興建由兩幢辦公室大廈和零售設施組成的大樓。城市規劃委員會於1992年12月核准亞皆老街／上海街重建總綱發展藍圖。項目早年稱為「旺角六街」，範圍牽涉包括砵蘭街、上海街、新填地街、亞皆老街、奶路臣街及山東街，是之後市區重建局的重點重建計劃。位於範圍內的唐樓同昌大押同樣遭拆卸，拆除的幾根石柱於2007年獲安置到赤柱美利樓附近。

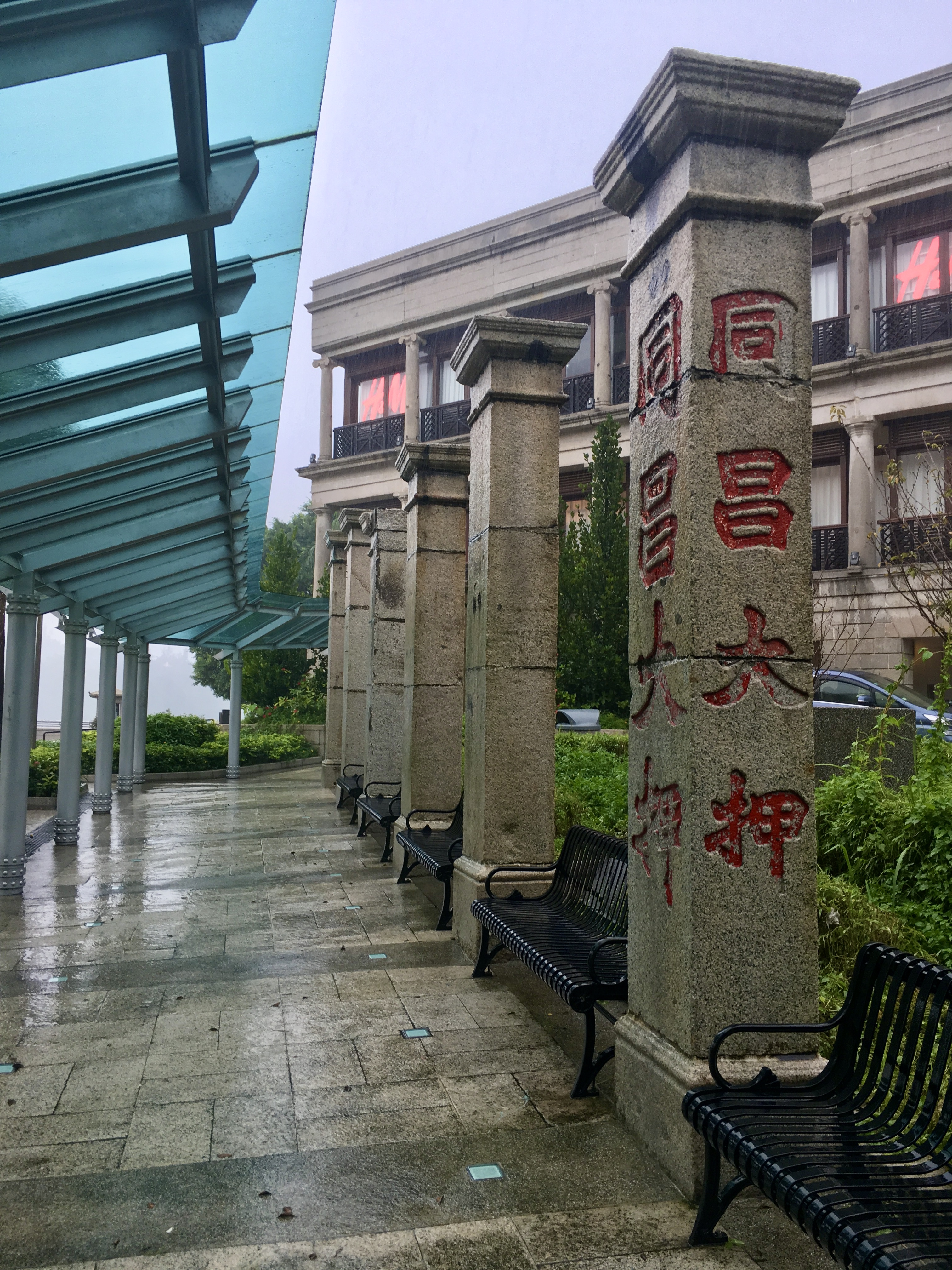
刻有「同昌大押」的石柱

到1993年，豉油街12號安置單位落成，部分用作安置受重建影響的居民，同年10月開始向各業主收購單位，但一直未能成功收購全部單位，500多份業權中有約10%拖了3年仍未完全收回，原因是業主不滿賠償金，最終政府在1997年引用《收回官地條例》，在刊登憲報3個月後，該地就會成為官地。最後於1997年12月完成收地和清拆行動。由於重建區域內業權分散，整個收購連同重建過程長達16年。
另外在1997年3月，建議將項目的一幢辦公室大樓改為酒店，設120,000平方米寫字樓及商場、42,000平方米酒店、6,000平方米政府、機構或社區（GIC：Government, Institution and Community）用地及1,100平方米休憩用地。

### 重建發展
其後到2000年，由土地發展公司及鷹君集團合作，開始進行重建工作，辦公大樓及酒店終於在2004年第三季啟用，同年10月，商場部份亦開始營運，整個項目斥約110億元興建。
在重建的過程中，由於該發展範圍業權複雜，牽涉大量受影響的住戶和地舖租戶，同時在該處地底下埋藏有複雜的渠道、電纜和管線網絡等，因此為工程增加了不少困難。負責設計工作的是美國捷得建築師事務所，擔任項目建築師並且負責簽則的為香港建築師王歐陽。整項朗豪坊計劃均以圓渾的外觀作設計主線。

## 朗豪坊購物商場

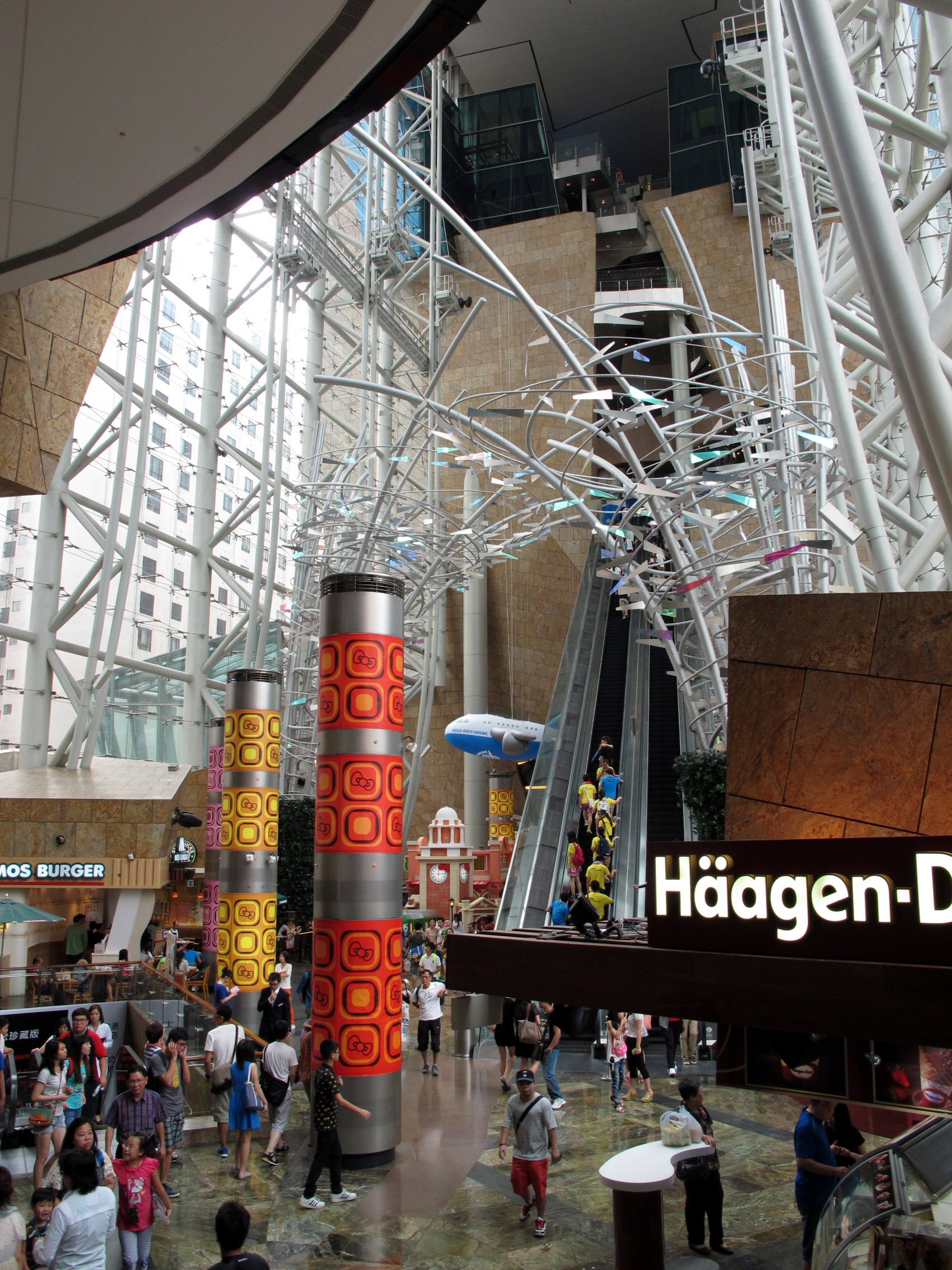
朗豪坊購物商場

朗豪坊商場樓高15層。商場最大的特色是連接4A字樓與8字樓的一組通天電梯，該組扶手電梯是香港最長的商場扶手電梯。

## 香港康得思酒店
香港康得思酒店是一間五星級酒店，高170米，共42層，提供665間房間，包括豪華客房280間，行政客房284間，以及Langham Hotel Club房間101間。酒店由朗廷酒店集團管理，於2004年8月開業。酒店前稱旺角朗豪酒店，於2015年8月26日正式改名為香港康得思酒店。

## 朗豪坊辦公大樓
朗豪坊辦公大樓樓面75萬平方呎，主要租戶為中小型企業，加上中上環寫字樓租金正上調，在2004年第二季展開招租工作，於2004年7月入伙，獲跨國金融及保險業和美容行業洽租。現時主要租戶包括Friesland Campina、李寧運動品牌、Nikon陳列室、三星顧客服務中心。

## 社區及休憩設施
朗豪酒店基座設政府、團體及社區設施。包括地面設供小巴使用的公共交通交匯處、2樓設社區中心和旺角熟食中心。而酒店入口旁為公共休憩空間，惟設計上非常隱敝，其中遊樂場在公園的第二層，使用率低。

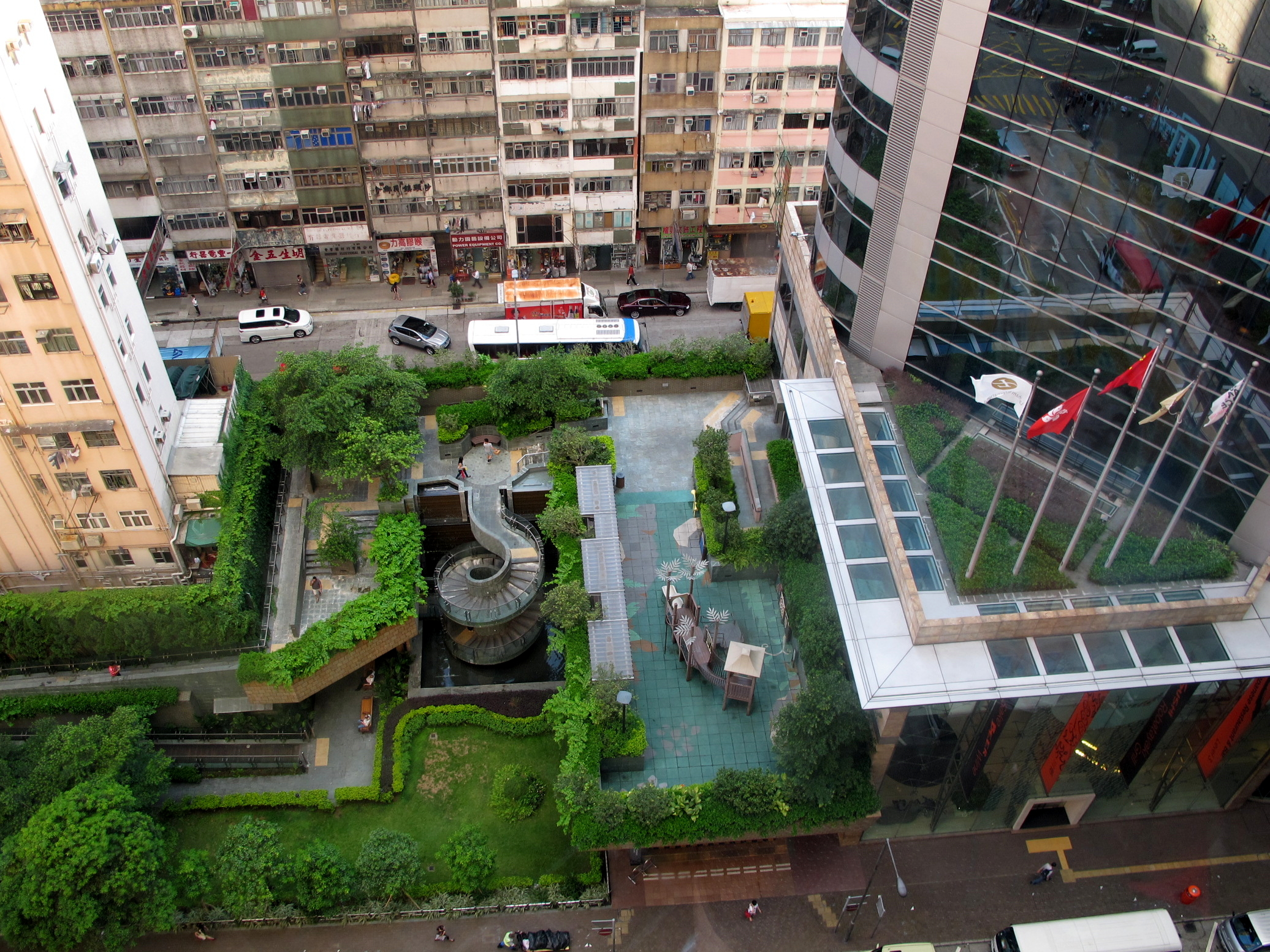
朗豪酒店旁設公共休憩空間
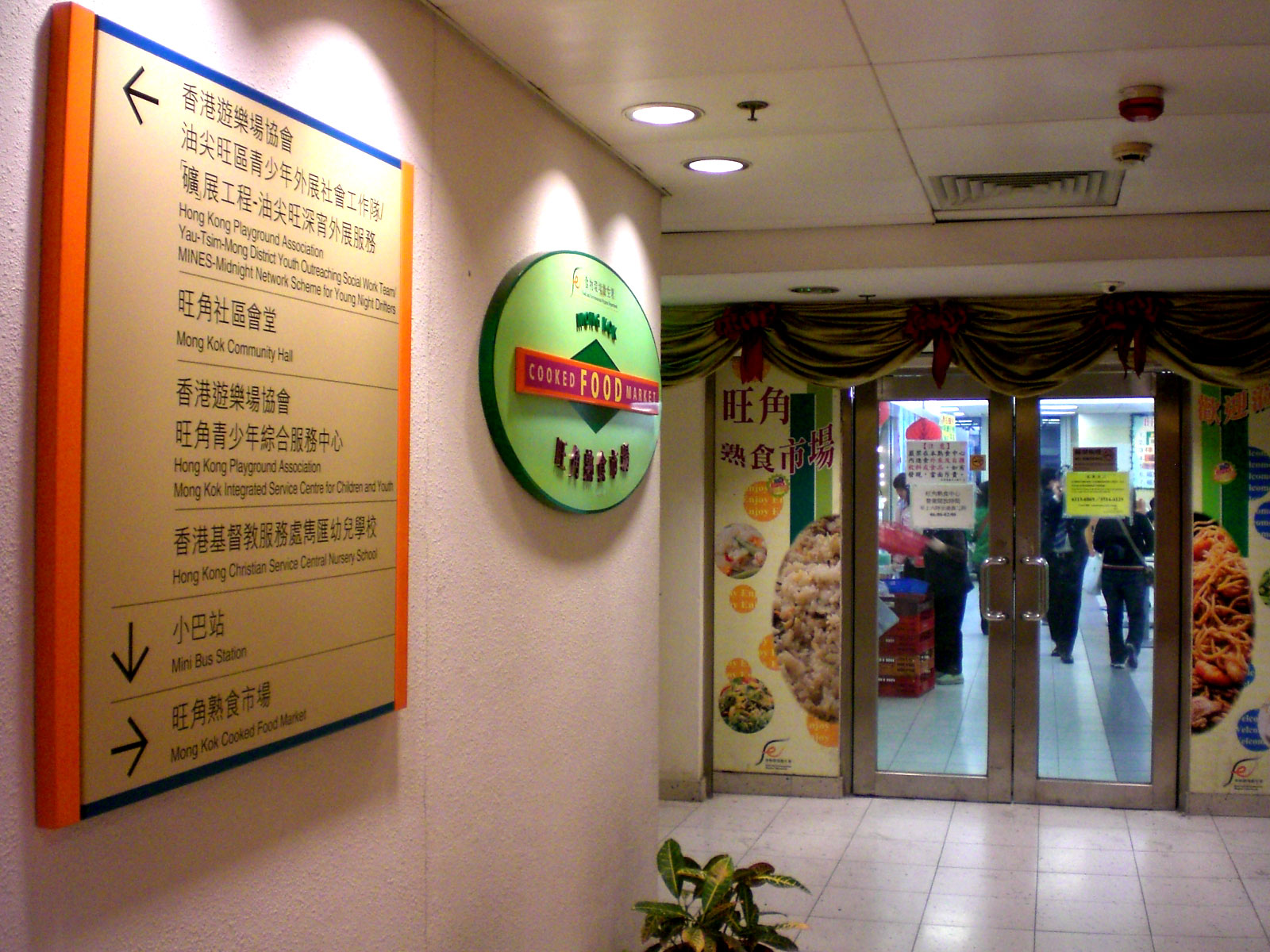
旺角熟食中心

## 影響
朗豪坊坐落於已發展多年、人煙稠密的旺角區，朗豪坊計劃發展前的舊區更是香港知名的紅燈區，色情事業如夜總會、卡拉OK伴唱、按摩館等林立，但這片舊區環境和品流複雜帶來的社區問題受市民關注。鷹君集團曾表示希望能夠把該處由較平民化的娛樂購物區改變成高品味和潮流的新購物區，並注入新活力。惟受朗豪坊計劃影響而清拆的一段康樂街以雀鳥寵物聞名，故又名「雀仔街」，這個特色景點隨朗豪坊建設計劃而需要搬遷至鄰近太子道西的園圃街雀鳥花園。
朗豪坊是旺角區內首個大型市區更新計劃，帶動周邊經濟發展及附近一帶的舊樓業主主動維修物業，一改旺角舊區的面貌，屬香港市區重建史上一大里程碑。以往彌敦道西面的旺角區之商業發展一般較彌敦道東面的發展緩慢，而在朗豪坊啟用後，這個情況得以改善。
由於奶路臣街被朗豪坊商場及香港康得思酒店斷開，形成屏風效應，令風不能東西走向吹進旺角鬧市，阻礙空氣流通。朗豪坊商場中庭設計在未收緊相關法例時獲豁免計入總樓面面積，亦被批評導致中庭體積過於龐大，中庭面積佔商場總樓面面積多達三成，被指是嚴重的「發水樓」，其體積8萬7千立方米，要為這空間提供冷氣，則要排放相約的熱空氣到砵蘭街和上海街一帶街道，環保觸覺主席譚凱邦指，商場的巨型中庭耗用很多冷氣而不環保，在夏天會向周邊噴出約攝氏四十度的熱氣，令砵蘭街和上海街一帶氣溫上升一至三度，亦堵塞奶路臣街由西向東的通風廊。

## 重大事故
2017年3月25日下午4時許，朗豪坊購物商場內由4A樓通往8樓的奧的斯扶手電梯突然倒後及加速，多人失足跌倒出現人叠人意外，釀成18人受傷。事發後該通天扶手梯即時停用，經維修後已重新啟用，並被罰款20萬元。

## 交通

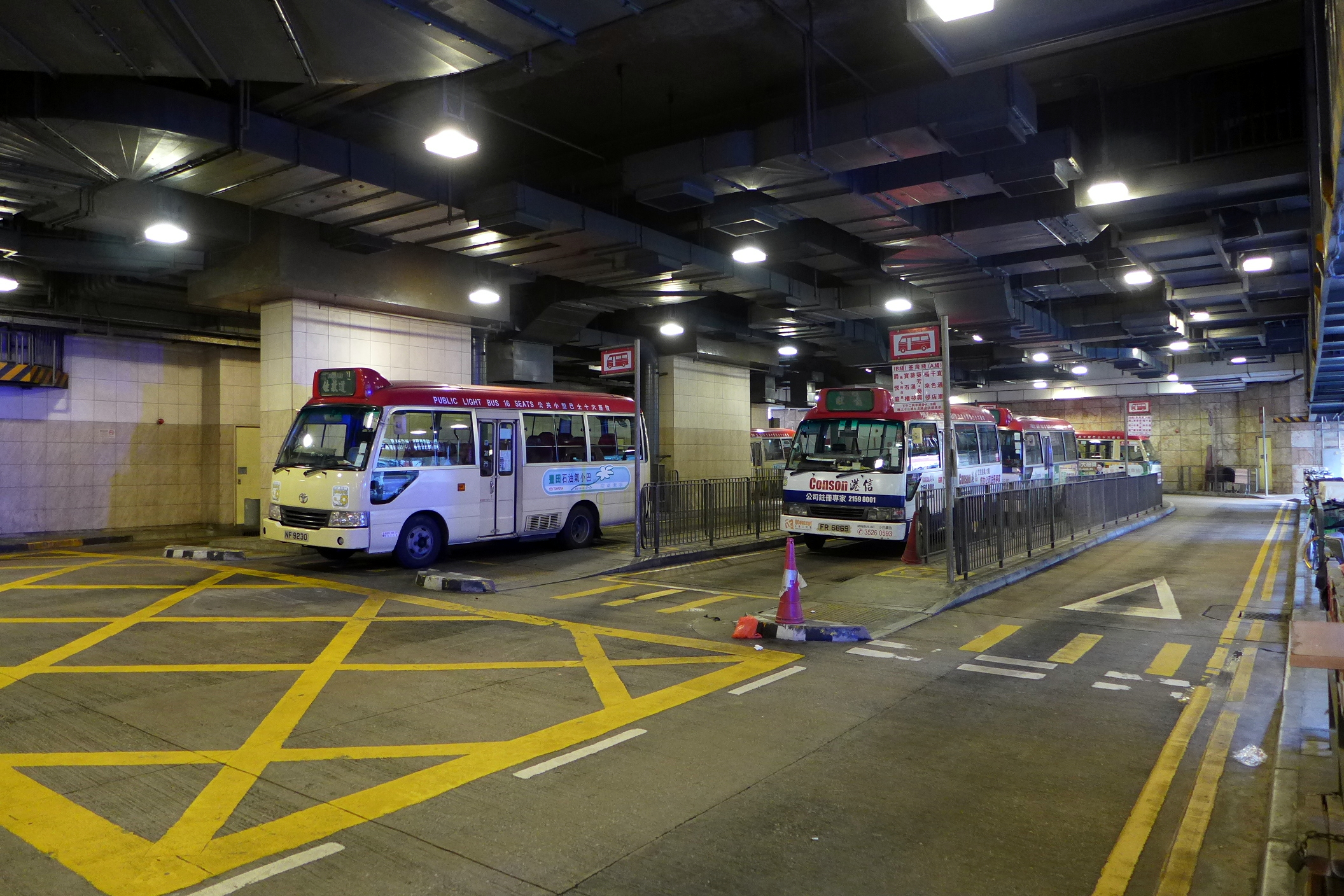
公共交通交匯處

## 參看
- 朗廷酒店

發展公司／機構
- 鷹君集團
- 市區重建局

## 外部連結
- 朗豪坊官方網站（页面存档备份，存于）
- 行政長官「朗豪坊」開幕典禮致辭（页面存档备份，存于）

22°19′07″N 114°10′07″E / 22.31862°N 114.16857°E